# Michail Linge
Michail Innokentjevitj Linge (ryska: Михаил Иннокентъевич Линге), född den 26 november 1958 i Kaluga, Ryssland, död 5 februari 1994, var en sovjetisk friidrottare inom kortdistanslöpning.
Han tog OS-guld på 4 x 400 meter stafett vid friidrottstävlingarna 1980 i Moskva. 